# Третяк Владислав Васильович
Владислав Васильович Третяк (нар. 21 лютого 1980, Київ) — український фехтувальник, шабліст, бронзовий призер Олімпійських ігор у особистій першості, срібний призер чемпіонату світу 2006 року у командній першості.